# Burgfriedenspolitik
Als Burgfriedenspolitik (oder kurz Burgfrieden) wird das Zurückstellen innenpolitischer Konflikte und wirtschaftlicher Auseinandersetzungen im Deutschen Kaiserreich während des Ersten Weltkriegs bezeichnet. In Frankreich wurde zur selben Zeit der Begriff Union sacrée und in Portugal der Begriff União Sagrada gebräuchlich. In Kriegszeiten regierten oft Allparteienregierungen.
Die Metapher „Burgfrieden“ wird bis heute gelegentlich verwendet.

## Entstehung
Vor Beginn des Ersten Weltkrieges gab es in sozialdemokratischen Parteien einiger Länder eine streng antimilitaristische und friedenspolitische Haltung, die auf internationalen Konferenzen der Zweiten Internationale wie in Stuttgart 1907 und in Basel 1912 festgeschrieben wurde. Konkrete Maßnahmen, einen europäischen Frieden seitens der Arbeiterbewegung zu erzwingen, wurden jedoch nicht festgelegt.
Am 4. August 1914 versammelte Kaiser Wilhelm II. in Berlin die Abgeordneten aller im Reichstag vertretenen Parteien um sich und hielt seine vom Reichskanzler Theobald von Bethmann Hollweg vorformulierte Thronrede zum Kriegsausbruch. In einem persönlichen Nachsatz zu der Rede erklärte er:

„Ich kenne keine Parteien mehr, ich kenne nur noch Deutsche! Zum Zeichen dessen, dass Sie fest entschlossen sind, ohne Parteiunterschied, ohne Stammesunterschied, ohne Konfessionsunterschied durchzuhalten mit mir durch dick und dünn, durch Not und Tod zu gehen, fordere ich die Vorstände der Parteien auf, vorzutreten und mir das in die Hand zu geloben.“

Diese Sätze trafen bei den Parlamentariern selbst von der oppositionellen SPD – der stärksten Fraktion im Reichstag – auf fast ungeteilte Zustimmung. Ein zentraler Grund dafür war, dass es der Regierung während der Julikrise gelungen war, die Öffentlichkeit zu überzeugen, dass das Deutsche Kaiserreich sich in einem Verteidigungskrieg gegen Russland befinde. Dies galt auch für weite Teile der SPD und die ihnen nahestehenden Gewerkschaften. Der Reichstag stimmte – bei zwei Enthaltungen – geschlossen für die zur Kriegsführung benötigten Kriegskredite. Russland unter der Herrschaft des Zaren Nikolaus II. war für die Sozialdemokratie schon lange vor 1914 ein Inbegriff für Unterdrückung und Reaktion. Bereits Karl Marx hatte das Zarenreich einen Hort der Reaktion genannt. So wiederholte August Bebel auf dem Essener Parteitag 1907 die Kernaussagen seiner berühmten „Flintenrede“ am 7. März 1904 im Reichstag, er wolle bei einem Angriff auf Deutschland wie alle anderen das „Vaterland“ verteidigen, und ergänzte sie mit dem expliziten Hinweis auf einen Angriff Russlands, das er als „Feind aller Kultur und aller Unterdrückten“ bezeichnete.
Die Generalkommission der Gewerkschaften Deutschlands, die Dachorganisation der den Sozialdemokraten nahestehenden freien Gewerkschaften, hatte schon am 2. August erklärt, während des Krieges auf Lohnbewegungen und Streiks zu verzichten. Ähnlich äußerten sich auch die liberalen Hirsch-Dunckerschen Gewerkvereine und die christlichen Gewerkschaften.
Der Reichstag beschloss am 4. August, auf Neuwahlen nach Ablauf der Legislaturperiode und sogar auf mögliche Nachwahlen zu verzichten. Außerdem verzichtete er während des Krieges auf öffentliche Tagungen des Plenums.
Auch die Presse stellte für die Zeit des Krieges die öffentlichen Auseinandersetzungen mit der Regierung ein und übte Selbstzensur. Allerdings führte die Verhängung des Kriegszustandes nach Artikel 68 der Reichsverfassung dazu, dass während des Krieges die Pressefreiheit durch Zensurmaßnahmen ohnehin eingeschränkt wurde.

## Auswirkung der Burgfriedenspolitik in der SPD
Die SPD hatte wenige Tage zuvor noch Massendemonstrationen für den Frieden abgehalten und zum Widerstand gegen den Krieg aufgerufen. Am 25. Juli verkündete der Parteivorstand im Vorwärts:

„Gefahr ist im Verzuge. Der Weltkrieg droht! Die herrschenden Klassen, die euch in Frieden knechten, verachten, ausnutzen, wollen euch als Kanonenfutter mißbrauchen. Überall muß den Machthabern in den Ohren klingen: Wir wollen keinen Krieg! Nieder mit dem Kriege! Es lebe die internationale Völkerverbrüderung!“

Zum Zeitpunkt des Aufrufs ging die SPD-Führung noch davon aus, dass die Reichsregierung (Kabinett Bethmann Hollweg) ein Interesse an der Verhinderung eines Krieges habe. Die Schuld für die Eskalation sah die SPD-Führung bei der Regierung Österreich-Ungarns (Ministerium Stürgkh). Doch sogleich nach Kriegsbeginn änderte sich ihre Position stark; die anfangs erfolgreichen Proteste wurden nicht fortgeführt, sondern bewusst gedämpft. Gegner des Krieges wie der reformistische Eduard Bernstein und die Vertreter des linken Parteiflügels Rosa Luxemburg und Karl Liebknecht gerieten in der SPD in die Isolation. Vertreter des rechten Flügels wie Eduard David, Wolfgang Heine, Albert Südekum und Ludwig Frank setzten in der kurzen Zeit zwischen Kriegsbeginn am 1. August bis zur Reichstagsentscheidung am 4. August 1914 die Zustimmung der Reichstagsfraktion zu den Kriegsanleihen durch. Die SPD und vor allem ihr rechter Flügel nutzten die Gelegenheit, um ihren Patriotismus zu demonstrieren und den Vorwurf zu entkräften, Sozialdemokraten seien „vaterlandslose Gesellen“. Auch ehemalige Angehörige des linken SPD-Flügels wurden zu Anhängern der Kriegspolitik. Wichtigster Zusammenschluss war die Lensch-Cunow-Haenisch-Gruppe, deren Vertreter sich schnell zu überzeugten Kriegsbefürwortern mit teils offen nationalistischen Positionen wandelten.
Noch immer ausgehend von der Überzeugung, man führe einen Verteidigungskrieg gegen die Aggression Russlands, hieß es am 31. Juli im Vorwärts:

„Wenn die verhängnisvolle Stunde schlägt, werden die vaterlandslosen Gesellen ihre Pflicht erfüllen und sich darin von den Patrioten in keiner Weise übertreffen lassen.“

Am 2. August beschloss der Fraktionsvorstand mit vier gegen zwei Stimmen die Bewilligung der Kriegskredite. Die Fraktion beschloss mit 78 gegen 14 Stimmen deren Annahme und stimmte der Bewilligung der Kredite im Reichstag zu. Die Begründung für die Zustimmung gab der SPD-Vorsitzende Hugo Haase am 4. August im Reichstag: Darin benannte er Imperialismus und Wettrüsten als Ursachen des Krieges, wies die Verantwortung dafür den „Trägern dieser Politik“ zu und betonte, dass die SPD vor einem Krieg gewarnt habe. Er knüpfte an die Positionen der SPD zum „Verteidigungskrieg“ und zum russischen Zarismus an, indem er die freiheitliche Zukunft des Volkes bei einem Sieg des „blutrünstigen russischen Despotismus“ gefährdet sah. Den Krieg wertete er als einen Deutschland aufgezwungenen Eroberungskrieg und betonte das „Recht eines Volkes auf nationale Selbstständigkeit und Selbstverteidigung“ gemäß den Beschlüssen der Internationale. Ausdrücklich bekräftigte er die Absicht der SPD, „das eigene Vaterland in der Stunde der Gefahr nicht im Stich zu lassen“.
Allmählich setzte sich in der Partei eine differenziertere Haltung durch und es entstanden Gegenpositionen. So stimmte Liebknecht bei der zweiten Sitzung am 2. Dezember 1914 gegen die Bewilligung der Kriegskredite und legte damit den Grundstein für die spätere Abspaltung der USPD (Unabhängige SPD) von der SPD. Auch der ebenfalls bereits als Kriegsgegner aufgetretene Otto Rühle stimmte am 20. März 1915 bei der dritten Sitzung mit Liebknecht gegen die Kredite. Im weiteren Verlauf des Krieges nahm die Anzahl der sich auch öffentlich gegen den Krieg aussprechenden SPD-Mitglieder zu.
Der Widerstand der Burgfriedensgegner gegen den Krieg, unter ihnen beispielsweise auch Rosa Luxemburg und Clara Zetkin, führte zum Parteiausschluss Liebknechts und anderer aus der SPD. Viele Burgfriedensgegner, auch Liebknecht und Luxemburg, wurden 1916 zu langen Haftstrafen verurteilt, aus denen sie erst zum Ende des Krieges wieder entlassen wurden. Die revolutionären Burgfriedensgegner bildeten 1914 die „Gruppe Internationale“, aus der 1916 die Spartakusgruppe und im November 1918 der Spartakusbund hervorgingen. Der Spartakusbund bildete bis zum Kriegsende den linksrevolutionären Flügel der USPD. Die USPD war, abgesehen von ihrer Antikriegshaltung, von sehr heterogenen Inhalten geprägt.
Zusammen mit anderen linksrevolutionären Gruppierungen wurde aus dem Spartakusbund nach dem Krieg im weiteren Verlauf der Novemberrevolution im Januar 1919 die Kommunistische Partei Deutschlands (KPD) gegründet. Damit war die endgültige Spaltung der Sozialdemokratie in eine revolutionäre (kommunistische) und eine reformorientierte (sozialdemokratische) Partei vollzogen. Die USPD wurde bis 1922 zwischen diesen beiden Polen zerrieben und spielte danach kaum noch eine wichtige Rolle in der Weimarer Republik.

## Aufweichen der Burgfriedenspolitik
Mit der zunehmenden Dauer des Krieges und dem ausbleibenden Sieg begann der Burgfrieden allmählich zu bröckeln. Bereits seit 1915 führten Versorgungsmängel und Kriegsmüdigkeit zu ersten wilden Streiks und Demonstrationen. Das Ende des politischen Burgfriedens kam 1916, als die Kriegszielfrage nunmehr auch in der Öffentlichkeit diskutiert werden konnte. Neben den Vertretern eines Verständigungsfriedens traten Befürworter von Annexionen wie die rechtsgerichtete Deutsche Vaterlandspartei auf den Plan. Die soziale Unruhe insbesondere der Arbeiter verstärkte sich mit zunehmender Dauer des Krieges noch und die Gewerkschaften waren schließlich kaum noch in der Lage, die Belegschaften unter Kontrolle zu halten. Auf das Zerbröckeln des Burgfriedens reagierte die Reichsregierung mit einem im Dezember 1916 veröffentlichten Friedensangebot der Mittelmächte; dieses sollte der deutschen Bevölkerung den Friedenswillen der Regierung glaubhaft machen. Anfang 1918 hatte ein großer Teil der Arbeiterschaft den Burgfrieden für sich aufgekündigt.